# Waldemar Christopher Brøgger
Waldemar Christopher Brøgger (Oslo, 10 de novembro de 1851 – Oslo, 17 de fevereiro de 1940) foi um geólogo, mineralogista e reitor universitário norueguês.
Suas pesquisas sobre as rochas ígneas do permiano (de 286 a 245 milhões de anos) do distrito de Oslo foram importantes para o avanço dos estudos sobre a teoria petrológica.

## Biografia
Realizou o exame de admissão à universidade, designado então na Noruega por artium, na escola Christiania Katedralskole em 1869. Entrou na universidade e estudou, a partir daí, ciências naturais, matemática e zoologia, sob a orientação do professor Theodor Kjerulf. As suas primeiras iniciativas de pesquisa levaram à publicação do livro Über Apatitvorkommnisse im südlichen Norwegen (em conjunto com Hans Reusch, em 1875). 
Brøgger trabalhou também, nessa altura, com a Norges geologiske undersøkelse (instituição norueguesa dedicada ao estudo da geologia) como assistente, tendo-se deslocado à Córsega e à ilha de Elba, na Itália.
Tornou-se amanuense do gabinete de estudos de minerais da universidade, em 1876. Recebeu uma bolsa em 1878, antes de em 1881 se tornar professor de geologia e mineralogia na Stockholms högskola. Assumiu a cátedra de Kjerulfs em Oslo em 1890 onde permaneceu até 1917. Entre 1906 e 1911 foi o primeiro reitor da universidade.
Recebeu a grande cruz da ordem de Santo Olavo em 1911. Outras distinções importantes que recebeu foram a sueca da ordem da estrela polar (Nordstjerneordenen) e a finlandesa da ordem da rosa. Tornou-se também comendador da legião de honra francesa e da ordem dannebrog (Dannebrogsordenen), da Dinamarca. Foi laureado com a medalha Murchison em 1891 e a medalha Wollaston em 1911, ambas  pela  Sociedade Geológica de Londres. Encontra-se também retratado em selos noruegueses.
Foi uma pessoa proeminente na dissolução da união entre a Noruega e a Suécia, por volta de 1905.. Brøgger foi enviado a Estocolmo como agente norueguês para aferir as reacções suecas.
Filho do editor Anton Wilhelm Brøgger, pai do arqueólogo Anton Wilhelm Brøgger e avô do escritor Waldemar Christoffer Brøgger.

## Legado
As suas observações sobre as rochas ígneas no sul do Tirol, comparadas com as observações do mesmo tipo de rochas na região de Oslo, permitiram obter uma grande quantidade de informação sobre as relações entre as rochas básicas e graníticas. O tema da diferenciação entre tipos de rochas no processo de solidificação a partir do magma foi alvo de um estudo profundo da sua parte. Também estudou as rochas paleozóicas da Noruega, assim como as alterações do fim do período glaciar e de pouco após esse período, na região de Oslo.